# LIsta de países e territórios do Caribe por PIB (PPC)

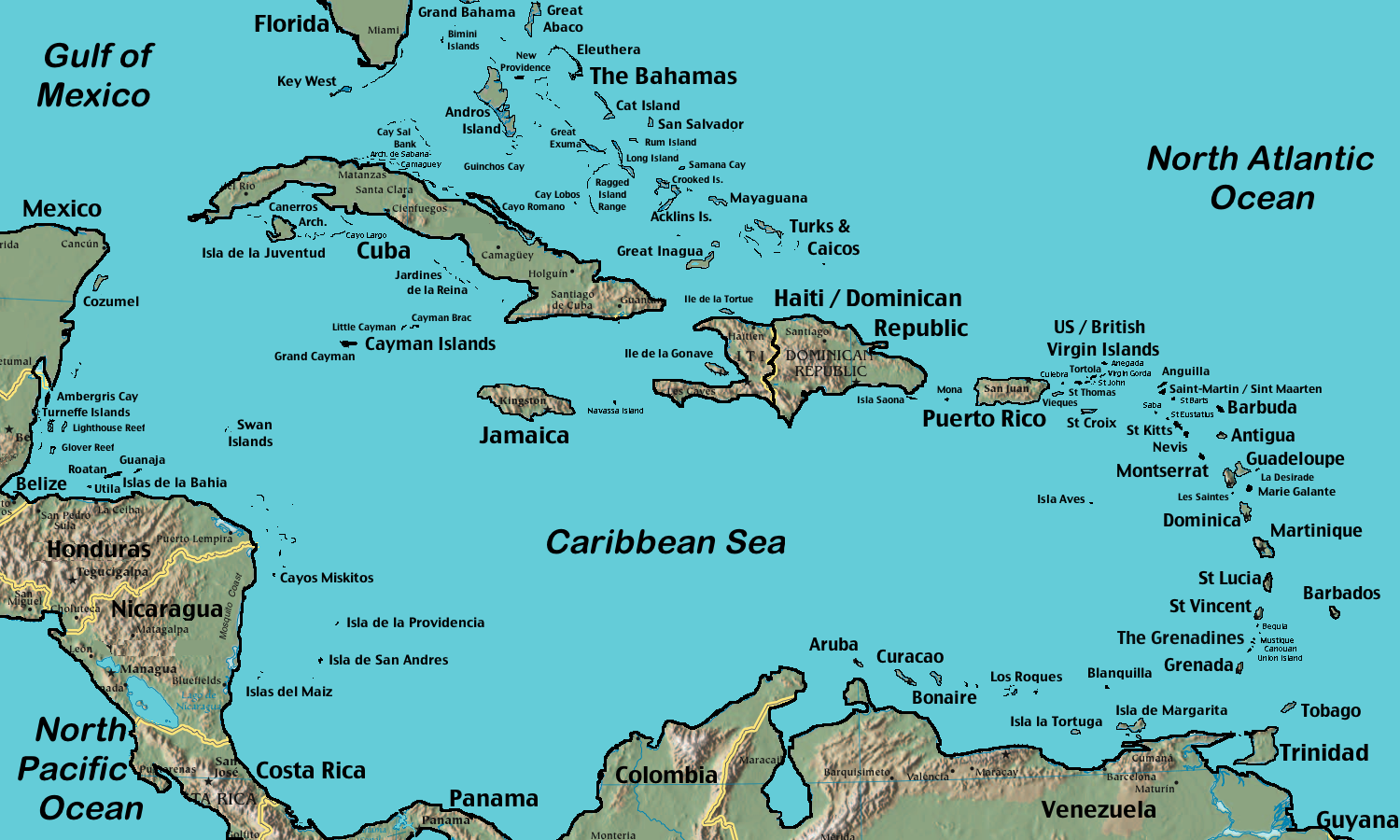

Esta é uma lista que engloba a população, a área e os dados da economia das ilhas do Caribe. A lista inclui as nações soberanas e os territórios não soberanos do Caribe, classificados por Produto Interno Bruto (PIB) em Paridade do poder de compra (PPC). Os valores são expressos em dólar internacional. A lista de população foi baseada na estimativa para o ano de 2024 do site World Population Review.

## Lista dos países, territórios, estados, províncias, condados e dependências ultramarinas do Caribe (Antilhas)
| Rank | País ou Território                                | PIB (PPC) em milhões de US | Renda per capita (PPC) em US | População  | Área Km2 | Ano  | Ref.   |
| ---- | ------------------------------------------------- | -------------------------- | ---------------------------- | ---------- | -------- | ---- | ------ |
| 1    | República Dominicana                              | 373 930                    | 32 721                       | 11 428 000 | 48 671   | 2025 | [ 2 ]  |
| 2    | Cuba                                              | 237 168                    | 21 600                       | 10 980 000 | 109 884  | 2024 | [ 3 ]  |
| 3    | Porto Rico ( Estados Unidos)                      | 163 253                    | 50 340                       | 3 243 000  | 9 104    | 2025 | [ 4 ]  |
| 4    | Trindade e Tobago                                 | 62 630                     | 41 532                       | 1 508 000  | 5 131    | 2025 | [ 2 ]  |
| 5    | Haiti                                             | 52 610                     | 4 469                        | 11 773 000 | 27 750   | 2025 | [ 2 ]  |
| 6    | Jamaica                                           | 43 210                     | 15 215                       | 2 840 000  | 10 991   | 2025 | [ 5 ]  |
| 7    | Bahamas                                           | 20 090                     | 49 975                       | 402 000    | 13 878   | 2025 | [ 2 ]  |
| 8    | Guadalupe ( França)                               | 15 559                     | 41 380                       | 376 000    | 1 628    | 2022 | [ 6 ]  |
| 9    | Martinica ( França)                               | 14 320                     | 41 628                       | 344 000    | 1 128    | 2022 | [ 6 ]  |
| 10   | Condado de Monroe (Flórida Keys - Estados Unidos) | 7 653                      | 95 663                       | 80 000     | 9 681    | 2023 | [ 7 ]  |
| 11   | Barbados                                          | 7 650                      | 27 032                       | 283 000    | 430      | 2025 | [ 8 ]  |
| 12   | Ilhas Cayman ( Reino Unido)                       | 7 139                      | 95 187                       | 75 000     | 264      | 2023 | [ 9 ]  |
| 13   | Curaçau (PBS Países Baixos)                       | 6 743                      | 36 253                       | 186 000    | 444      | 2025 | [ 10 ] |
| 14   | Aruba ( Países Baixos)                            | 6 000                      | 55 050                       | 109 000    | 180      | 2025 | [ 4 ]  |
| 15   | Nueva Esparta (Isla Margarita, Venezuela)         | 5 307                      | 8 889                        | 597 000    | 1 150    | 2022 | [ 11 ] |
| 16   | Santa Lúcia                                       | 5 170                      | 28 722                       | 180 000    | 617      | 2025 | [ 8 ]  |
| 17   | U.S. Ilhas Virgens ( Estados Unidos)              | 4 672                      | 54 965                       | 85 000     | 346      | 2022 | [ 12 ] |
| 18   | Antígua e Barbuda                                 | 3 440                      | 36 596                       | 94 000     | 442      | 2025 | [ 8 ]  |
| 19   | São Martinho ( Países Baixos)                     | 3 116                      | 70 818                       | 44 000     | 34       | 2025 | [ 10 ] |
| 20   | Granada                                           | 2 522                      | 21 370                       | 118 000    | 349      | 2025 | [ 4 ]  |
| 21   | São Vicente e Granadinas                          | 2 290                      | 22 673                       | 101 000    | 389      | 2025 | [ 8 ]  |
| 22   | Santo André e Providência ( Colômbia)             | 2 040                      | 25 826                       | 79 000     | 52       | 2023 | [ 6 ]  |
| 23   | São Cristóvão e Nevis                             | 1 790                      | 38 085                       | 47 000     | 261      | 2025 | [ 8 ]  |
| 24   | Ilhas Turks e Caicos ( Reino Unido)               | 1 745                      | 37 128                       | 47 000     | 616      | 2024 | [ 13 ] |
| 25   | Ilhas Virgens Britânicas ( Reino Unido)           | 1 581                      | 39 525                       | 40 000     | 153      | 2023 | [ 14 ] |
| 26   | Domínica                                          | 1 460                      | 21 791                       | 67 000     | 750      | 2025 | [ 8 ]  |
| 27   | Anguila ( Reino Unido)                            | 1 017                      | 67 800                       | 16 000     | 91       | 2019 | [ 15 ] |
| 28   | Cozumel ( México)                                 | 1 015                      | 11 403                       | 89 000     | 648      | 2020 | [ 16 ] |
| 29   | São Martinho ( França)                            | 841                        | 26 292                       | 32 000     | 53       | 2021 | [ 17 ] |
| 30   | São Bartolomeu ( França)                          | 694                        | 57 835                       | 11 000     | 25       | 2023 | [ 18 ] |
| 31   | Bonaire ( Países Baixos)                          | 662                        | 26 480                       | 25 000     | 294      | 2022 | [ 19 ] |
| 32   | Ilhas da Baía ( Honduras)                         | 651                        | 8 684                        | 75 000     | 260      | 2022 | [ 20 ] |
| 33   | Montserrat ( Reino Unido)                         | 236                        | 53 705                       | 4 400      | 102      | 2023 | [ 21 ] |
| 34   | Santo Eustáquio (Países Baixos)                   | 92                         | 28 750                       | 3 200      | 21       | 2022 | [ 19 ] |
| 35   | Saba ( Países Baixos)                             | 49                         | 23 333                       | 2 100      | 13       | 2022 | [ 19 ] |
| 36   | Francisco de Miranda (Los Roques Venezuela)       | 38                         | 8 951                        | 4 300      | 342      | 2022 | [ 11 ] |
|      | Antilhas                                          | 1 058 384                  | 23 319                       | 45 388 000 | 246 181  |      |        |